# Tarenna dasyphylla
Tarenna dasyphylla är en måreväxtart som först beskrevs av Friedrich Anton Wilhelm Miquel, och fick sitt nu gällande namn av Theodoric Valeton och Cornelis Gijsbert Gerrit Jan van Steenis. Tarenna dasyphylla ingår i släktet Tarenna och familjen måreväxter. Inga underarter finns listade i Catalogue of Life.